# Hannes Jagerhofer

Hannes Jagerhofer, 2018

Hannes Jagerhofer (* 8. Februar 1962 in Klagenfurt) ist ein österreichischer PR-Manager und Autor und war ein Unternehmer in der Marketing- und Event-Branche. Die von ihm gegründete ACTS Group zählte zu einer der renommiertesten Event- und Kommunikationsagenturen Österreichs. Im März 2025 wurde für das Unternehmen Acts Communication Insolvenz angemeldet. April 2025 folgte auch die Tochter Acts Sportveranstaltungen.
Aufbauend auf der ACTS Group gründete Hannes Jagerhofer die Beach Majors GmbH, die von 2015 bis 2020 gemeinsam mit Red Bull die Beachvolleyball Major Series veranstaltete – eine Sport-Serie mit den höchstdotierten Turnieren der FIVB World Tour (unter anderem Major Turniere, FIVB Beach-Volleyball World Tour Finals, FIVB Beach-Volleyball-Weltmeisterschaften).

## Herkunft und Privatleben
Hannes Jagerhofer besuchte das Oberstufengymnasium Lerchenfeld in Klagenfurt und studierte 1980 bis 1984 in Wien Medizin und Informatik. 1985 machte sich der Kärntner selbstständig und avancierte zu einem der renommiertesten Eventmanager Österreichs.
Jagerhofer ist Vater zweier Kinder und wohnt mit seiner Familie in Kärnten und in Wien. Die Frau seiner Kinder, Veronika, lernte er 1998 kennen; nach einigen Jahren einer On-Off-Beziehung gründeten die beiden 2012 eine Familie. Ab September 2017 lebte er mit seiner Familie zeitweise auch in der Nähe des Las Olas Boulevard in Fort Lauderdale im US-Bundesstaat Florida. Er plante ein bis zwei Jahre in Florida zu leben und dann wieder nach Österreich zurückzukehren.
Der Unternehmer ist passionierter Pilot und Hobby-Landwirt, fährt in seiner Freizeit gerne Wasserski und liebt das Kitesurfen.

## Unternehmerische Tätigkeit

### Eventmanagement
1985 machte sich Hannes Jagerhofer selbstständig und organisierte darauf 1987 erstmals Sportveranstaltungen im Raum Kärnten. In den 1990er-Jahren zeichnete sich Hannes Jagerhofer vor allem als Clubbing-Veranstalter aus. Die österreichweit ersten „Clubbings“ veranstaltete er an Orten wie in einem Flugzeughangar am Flughafen Wien-Schwechat, im Club Splendid in Wien, in der Meierei im Wiener Stadtpark oder im Technischen Museum Wien. Ab 1989 organisierte Jagerhofer im Auftrag von Firmen wie Lauda Air, Visa und T-Mobile auch Kunden- und Großveranstaltungen.
1990 gründete er die ACTS Werbeveranstaltungen GmbH (2011 umbenannt in ACTS Communication GmbH bzw. öffentlich auch oft als ACTS Group oder ACTS bezeichnet). ACTS zeichnete in den folgenden Jahren unter anderem für die Konzeption und Umsetzung der Markenpräsentation von Apple Computers auf der CeBIT in Hannover, für die Gesamtkonzeption der Unternehmenspräsentation der Marken Sony, Sony Music und Columbia Tristar auf der IFA in Berlin, die Organisation der Stiegl-Braukunstfeste, die Ö3-Expedition-Großglockner, die Eröffnung des T-Center-Gebäudes in Wien, die Veranstaltung „15 Jahre Philharmoniker Münze“ und vieles mehr verantwortlich. Von 2003 bis 2005 betrieb er die Zweigstelle ACTS International Inc. in Florida und einen Hubschrauber-Shuttle-Service mit dem Namen HelicopterShuttle.com.
In den vergangenen 20 Jahren veranstaltete Jagerhofer zahlreiche Events in seiner Heimat Kärnten: von 1999 bis 2004 die Cart City Circuits in Velden und zuletzt von 1996 bis 2016 das Beachvolleyball-Turnier in Klagenfurt. Diese Veranstaltung firmierte als ACTS Sportveranstaltungen GmbH, einer 100%igen Tochter der ACTS Communication GmbH.

#### Lektortätigkeiten
Von 1995 bis 2005 hielt Hannes Jagerhofer Seminare an der Ueberreuter Managerakademie zum Thema „Eventmanagement“. in dieser Zeit entstand auch sein Buch „Event-Marketing – 10 Schritte zum Erfolg“ (1995). Von 1999 bis 2003 war Jagerhofer Lektor an einer Fachhochschule für Marketing & Sales.

### Checkfelix
2005/2006 gründete Hannes Jagerhofer die Jabo Software Vertriebs- und Entwicklungs GmbH mit der Online-Reise und Flugsuchmaschine checkfelix. 2011 verkaufte Hannes Jagerhofer checkfelix an das US Reiseportal Kayak.

### YPD-Challenge
Von 2009 bis 2015 veranstaltet Jagerhofer in Österreich und Bayern unter dem Namen YPD-Challenge eine „Online-Schnitzeljagd“, einen Wettbewerb für Schüler und Studierende, um Ferialpraktika bei namhaften österreichischen und deutschen Firmen zu erhalten. Jagerhofers Anliegen: jungen Menschen eine faire Chance im Berufsleben zu ermöglichen. Gemeinsam mit der Donau-Universität Krems (Applied Game Studies) und der Sigmund Freud Privatuniversität wurde ein mehrstufiges, innovatives Auswahlverfahren für Berufsanfänger erarbeitet. Die YPD-Challenge fand 2014 und 2015 nicht nur als Online-Wettbewerb, sondern auch als Live TV-Show beim österreichischen Sender ServusTV statt. Der Sender setzte auf ein interaktives TV-Online-Realtime-Konzept, das mit Second-Screen-Anwendung innovative Wege am österreichischen TV-Markt bestritt.
Veranstalter der YPD Challenge war die interACTS GmbH, eine hundertprozentige Tochtergesellschaft der ACTS Communication GmbH.

### Megalehre
Im Jahr 2014 plante Jagerhofer die YPD-Challenge auch auf Lehrlinge zu erweitern. Dieses Projekt startete unter dem Titel Megalehre. Das Projekt wurde jedoch abgebrochen.
Veranstalter der Megalehre war die YPD Lehrlingsinitiative GmbH, eine hundertprozentige Tochtergesellschaft der ACTS Communication GmbH. Die Gesellschaft wurde später für die Event-Veranstaltung genutzt und in Beach Entertainment GmbH umbenannt.

### checkrobin & myrobin
2012 kam Hannes Jagerhofer, im Zuge seiner zahlreichen Dienstreisen die Idee, das nicht genutzte Platzangebot in leeren Kofferräumen von Autofahrern als sinnvollen Transportweg zu nutzen.
Im Zeitalter der Sharing Economy gründete er 2013 das Start Up checkrobin.com, die erste Mitfahrgelegenheit für Dinge aller Art. Privaten Sendern und Fahrern wurde damit österreichweit eine Plattform zur Verfügung gestellt, um Gegenstände schnell und unverpackt zu versenden. Dabei werden Fahrer, die gewisse Strecken ohnehin zurücklegen, mit potenziellen Sendern verbunden. Gegenstände können schnell und unverpackt von A nach B bewegt, dabei unnötiger CO2-Ausstoß eingespart und ohnehin vorhandene Fahrtkosten eingespart werden.
Im Jahre 2016 öffnete Jagerhofer die Plattform unter dem neuen Namen myrobin.com für ganz Europa.
2017 wurde parallel zu myrobin eine Vergleichsplattform für Paketdienste ergänzt, welche den ursprünglichen Namen checkrobin hat. checkrobin kooperiert heute mit unterschiedlichen Versanddienstleistern wie DPD, UPS oder Hermes mit dem Ziel, seinen Kunden die günstigste, schnellste und einfachste Variante, um Pakete an ihren Bestimmungsort zu transportieren, aufzuzeigen. Seit 2018 bietet checkrobin auch die Erweiterung checkrobin Business an, um kommerziellen Vielversendern eine Versandplattform zu bieten. checkrobin Business richtet sich rein an Geschäftskunden und operiert momentan ausschließlich am deutschen Markt.

### ACTS Digital
Schon seit Entwicklung der Reisesuchmaschine checkfelix.com versucht Jagerhofer das IT-technische Know-how der ACTS auch in andere Projekten einfließen zu lassen. Drittkunden wie auch das Projekt Beachvolleyball wurden bis 2014 von der Tochtergesellschaft interACTS GmbH bedient. Unter dem Deckmantel ACTS Digital (Abteilung der ACTS Communication GmbH) präsentiert sich seit 2018 der IT-Bereich der Unternehmensgruppe nach innen und nach außen.

## Beachvolleyball
Hannes Jagerhofer ist auch als „Mr. Beachvolleyball“ bekannt. 1996 organisierte Jagerhofer das erste Beachvolleyball-Turnier in Klagenfurt. Das erste Austrian Masters Turnier wurde vor 27 Besuchern am Finaltag gespielt.
Die Teilnahme der ersten internationalen Beachvolleyball-Teams am Österreichischen Tourstopp der FIVB World Tour 1997 zeigte das Potential dieses Sports. 2001 war Klagenfurt Gastgeber der dritten FIVB Beach-Volleyball-Weltmeisterschaften. Dies war ein wichtiger Wendepunkt, durch welchen nicht nur der Grundstein für Beachvolleyball in Österreich gelegt wurde, sondern auch für den zukünftigen Erfolg der Veranstaltung. Klagenfurt wurde ab 2002 offizieller Schauplatz des jährlichen FIVB Grand Slam sowie von zwei Europameisterschaften 2013 und 2015. Im Jahr 2006 wurde der Grand Slam in Klagenfurt von der Fédération Internationale de Volleyball zum besten Turnier der Welt gewählt.

### Beach-Volleyball Major Series
Inspiriert vom Erfolg des Klagenfurter Events gründete Jagerhofer die Beach Majors GmbH, ein Joint Venture zwischen ihm und Red Bull. Das Unternehmen war Organisator der Beach-Volleyball Major Series, die internationale Sport-Serie mit den höchstdotierten Turnieren der FIVB World Tour, unter anderem den FIVB World Tour Finals (höchstes Preisgeld und höchste Ranking-Punkte). 2017 wurde eine Zweigstelle der Beach Majors GmbH, die Beach Major USA LLC in Fort Lauderdale, Florida, eröffnet. Von 2015 bis 2020 wurden die Tour-Stopps der Serie auf der ganzen Welt abgehalten: in Österreich, Kroatien, der Schweiz, Deutschland, Norwegen, Kanada und den USA.
Laut österreichischem Firmenbuch wurde das Joint Venture mit 12. August 2020 aufgelöst.

### FIVB Beach-Volleyball-Weltmeisterschaften
2017 bekamen Jagerhofer und die Beach Majors GmbH die Rechte, die Beachvolleyball-Weltmeisterschaft 2017 zu veranstalten. Diese fand auf der Donauinsel in Wien an 10 Tagen vor insgesamt 180.000 Fans statt – und avancierte somit zu einer der größten Beachvolleyball-Veranstaltungen in der Geschichte des Sports. Den großen Erfolg dieses Events verglichen die Medien mit den Olympischen Sommerspielen 2016 in Rio de Janeiro.
Vom 28. Juni bis zum 7. Juli 2019 veranstaltete Jagerhofer auch die Beachvolleyball-Weltmeisterschaft 2019 in Hamburg. Im Tennisstadion am Rothenbaum begrüßte der Veranstalter über 130.000 Besucher bei den 12. FIVB Beach-Volleyball World Championships 2019 presented by comdirect & ALDI Nord.

## Werke
- Event Marketing – 10 Schritte zum Erfolg. Manstein, Perchtoldsdorf 1995.
- Kärnten pur & meer. H. Jagerhofer, Wien 2008, ISBN 978-3-200-01198-4.